# Incilius cristatus
Incilius cristatus е вид земноводно от семейство Крастави жаби (Bufonidae). Видът е критично застрашен от изчезване..

## Разпространение
Видът е ендемичен за горите в централната част на Източна Сиера Мадре в Пуебла и Веракрус, Мексико.
Веднъж е бил напът да изчезне, но е бил преоткрит при два обекта в Пуебла. Причините за изчезването на вида са загуба на местообитания и замърсяване.